# Dachpappe

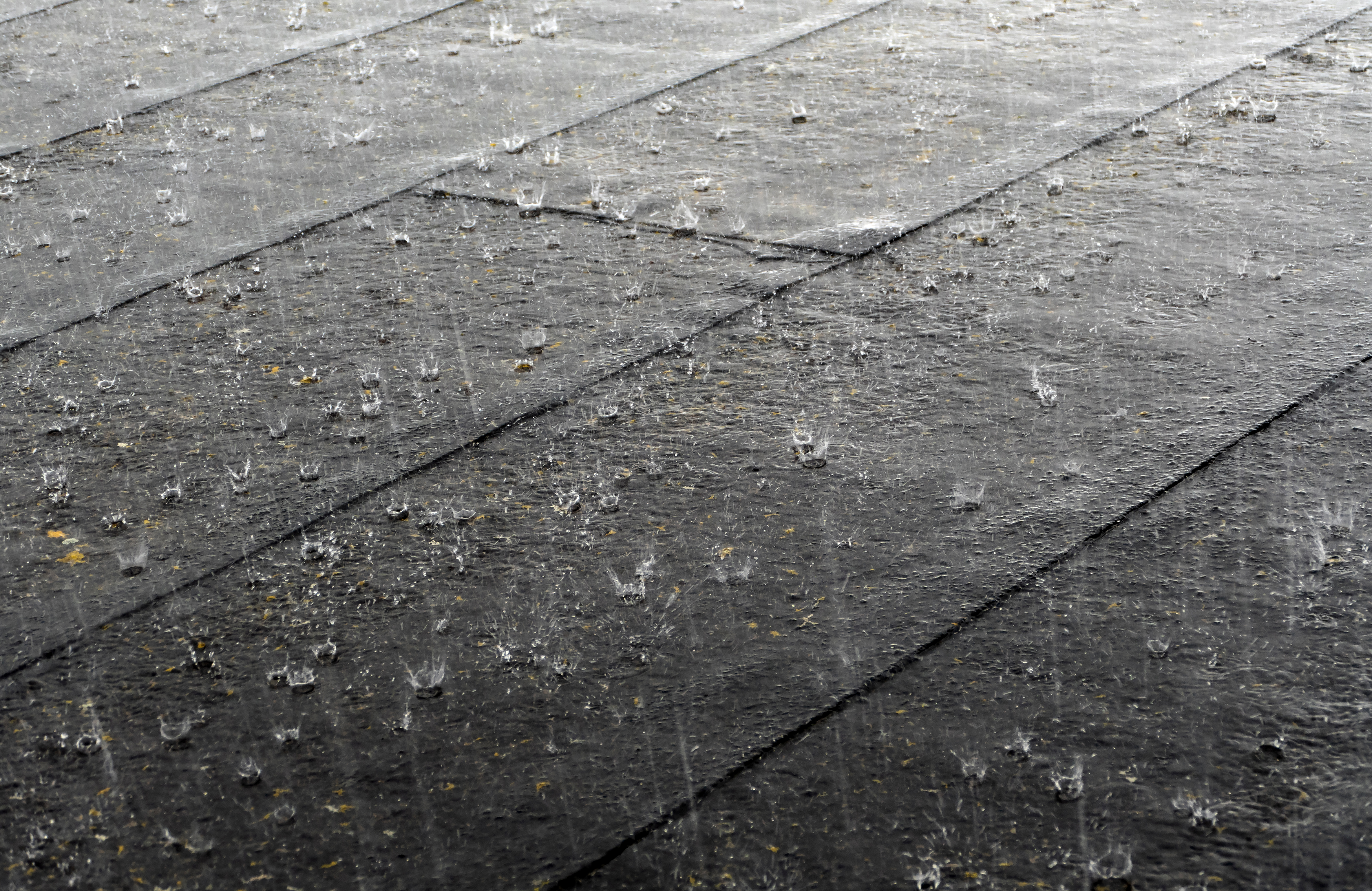
Dachpappe

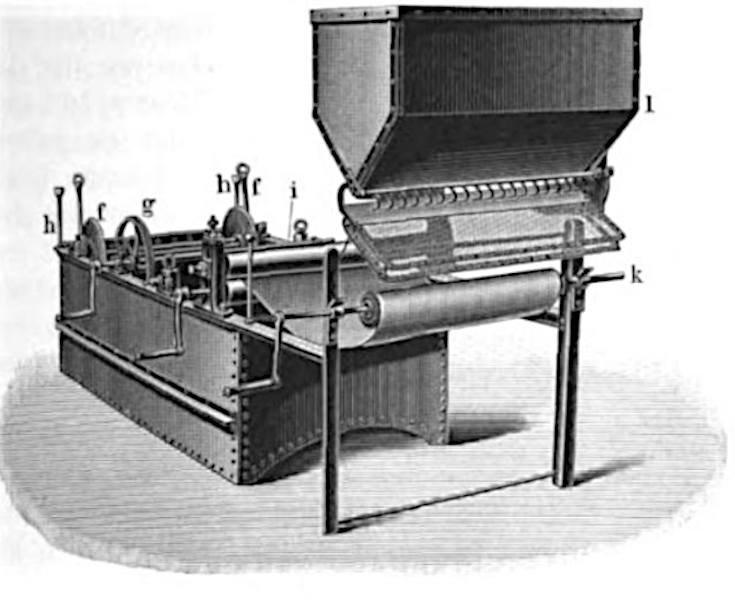
Produktionsmaschine für Dachpappen von 1899

Dachpappe (auch Teerpappe) war eine mit Bitumen getränkte Pappe, die als Dachabdichtung und Feuchtigkeitssperre in Bauwerken diente. Ihre Erfindung liegt 240 Jahre zurück und heute wird keine Pappe mehr in Bitumenbahnen verwendet. Oft wurde in die Bitumenbahnen Sand, feiner Kies oder Schiefersplitt eingewalzt, um eine höhere Abriebfestigkeit und UV-Resistenz zu erreichen und die Erhitzung durch Sonneneinstrahlung zu begrenzen.
Dachbahnen können als alleinige oder als zusätzliche Dachhaut (Unterdeckung) verwendet werden, etwa unter Dachziegeln oder Schieferdeckungen.

## Geschichte und Erfindung

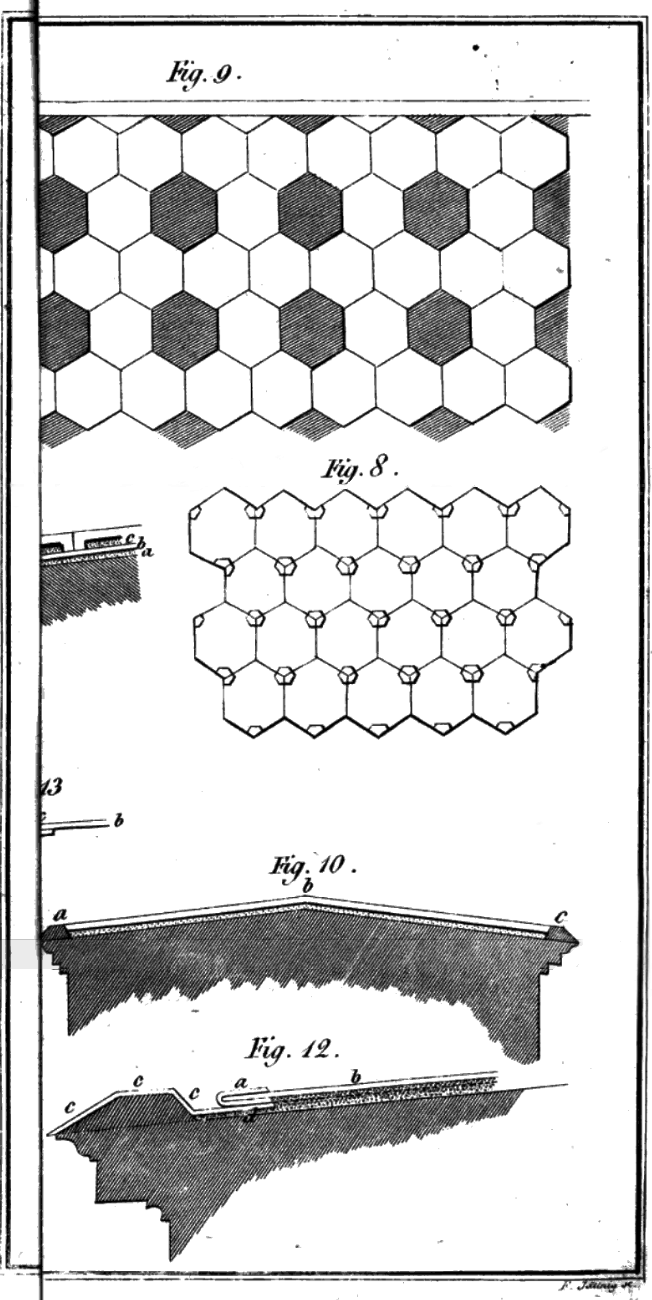
Verlegetechnik für Dachpappe Schindeln (b) unter sechseckigen Fliesen
(c) Fig. 8

Die Dachpappe, auch Asphaltpappe oder Steinpappe, wurde schon 1785 in Schweden vom königlichen Admiralitätsarzt Arvid Faxe (1733–1793) aus Karlskrona erfunden. Faxe hatte eine Masse mit Pappe entwickelt, aber deren Zutaten geheim gehalten. Um diese für die Dacheindeckung besser zu vermarkten, nannte er sie nicht mehr Steinpapier, sondern künstlichen Schiefer. Im Jahr 1791 erfand Michael Kag in Mühldorf am Inn seine Dachpappe, wobei Kag die Pappe in Ölfirnis tränkte und dann Staubmehl aufbrachte. Später erkannte er, dass Produkte mit Steinkohlenteer viel günstiger zu produzieren waren.
Der preußische Architekt David Gilly (1748–1808), beschrieb in seinem Werk von 1805 Handbuch der Land-Bau-Kunst die Entwicklung der Bedachungen aus Varianten mit Pappe.
- 1792 in Breslau, Steinpappe von Ober-Landschafts-Rendant F. Herzberg.[5]
- 1797 in Frankreich, Künstlicher Schiefer von Gardeur.[6]
- Steinpappe von Letzikowsky aus Thorn[7]
- Wilhelm August Lampadius (1772–1842) setzte als erster Teer für die Erzeugung von Dachpappe ein

Im Jahr 1837 erfand der jüdisch-preußische Regierungsbauinspektor Salomo Sachs die Dacheindeckung aus Papier, Pech und Teer und beschrieb in seiner Abhandlung, Anweisung zur Anfertigung einer neuen völlig feuerfesten und absolut wasserdichten Dachdeckung für ganz flache Dächer (Altane), die Herstellung, Handhabung und Vorteile gegenüber den Lehmdächern von Dorn. Darin beschrieb Sachs erstmals die geteerte Dachpappe und kann demzufolge wohl als deren preußischer Erfinder betrachtet werden. Wenige Jahre später im Jahr 1841 wurde die Methode vom Neustrelitzer Architekten Friedrich Wilhelm Buttel, einem Mitarbeiter von Schinkel, wieder aufgegriffen und verbessert. Dies veröffentlichte Buttler in seinem Werk Praktische Erfahrungen über Dornsche Dächer nebst ausführlicher Beschreibung, Kostenberechnung und Zeichnung solcher Constructionen, welche denselben größere Dauer und Dichtigkeit geben, und einem Anhange über die flachen Dächer bei ökonomischen Gebäuden.

### Historische Bestandteile und Rezepturen

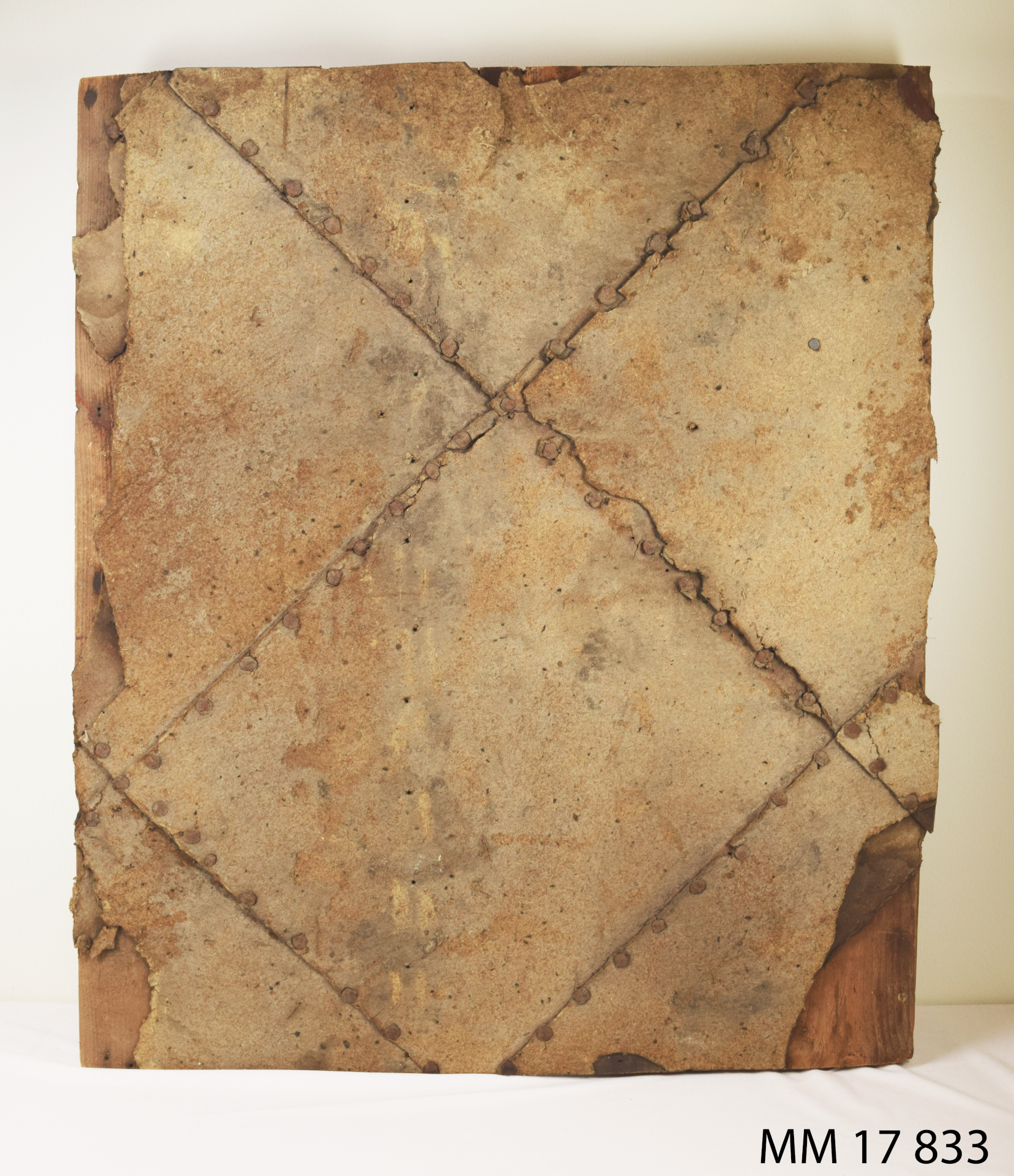
Steinpapier – Dachpappe Erfindung 1785 von Arvid Faxe (1733–1793)

- Gardeur (Frankreich) – gestoßene Pappe,  fasrige Anteile von Pflanzen, wie der Sonnenblume und großer Nesseln, Hammerschlag (Eisenoxid), tränken der Pappe in Oel (huile siccative).[6]
- Faxe (Schweden) – Bestandteile nach chemischen Analysen von Sorrius, zwei Teile Kalk, eisenhaltige Erde, Naturoel, zwei Teile Papiermasse.[10]
  - Bestandteile nach Analysen vom Russisch-kaiserlichen Hofrat Johann Gottlieb Georgi – naturelle, zartwollige Substanzen, Knochenleim, Papier (Zeug bei den Papiermachern genannt), Naturoele für die Festigkeit, wie Leinoel. Roter Ton (Bolus), weißer Ton, weiße Kreide, Eisenvitriol, Tischlerleim[11]

## Begriffserklärung
Dachpappe ist ein umgangssprachlicher Oberbegriff für zwei Ausführungen von Dichtungsbahnen:
- Dachdichtungsbahnen haben ein niedrigeres Flächengewicht und können nur mit Zugabe von flüssigem Bitumen heiß mit der Unterlage verschweißt werden, denn der eigene Bitumengehalt ist zu gering, um eine sichere Einbettung und spätere Dichtheit der Bahn zu gewährleisten. Sie sind einseitig, meist aber beidseitig, mit Sand oder Schieferplättchen bestreut.
Dachdichtungsbahnen werden genagelt, mithilfe von Bitumenklebemasse verklebt oder lose verlegt und durch Auflast gesichert. Alternativ sind kaltselbstklebende Bitumenbahnen erhältlich.
- Bitumen-Schweißbahnen sind deutlich dicker und werden nicht lose verlegt, sondern durch Flämmen verschweißt. Diese sind daher nur einseitig besandet oder beschiefert und auf der zu verschweißenden Seite mit Talkum oder Folie beschichtet. Mit Bitumen-Schweißbahnen lassen sich Abdichtungen gegen stehendes und drückendes Wasser ausführen.[12]

Alternativ zu Bitumenbahnen werden heute auch verschweißte PVC- und verklebte EPDM-Dichtungsbahnen verwendet.

### Verwendung

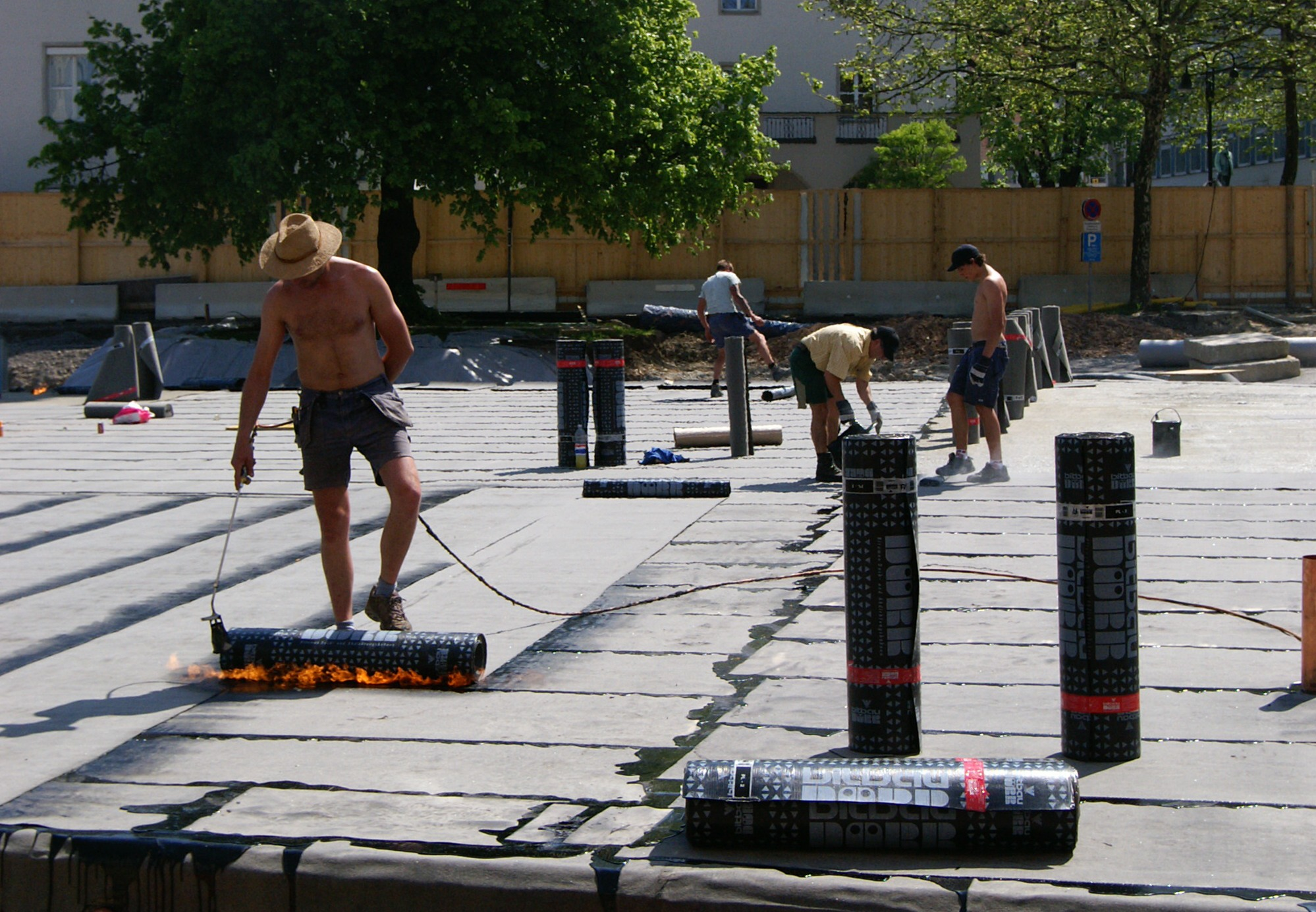
Verlegung von Schweißbahnen

Dachpappe wird quer zur Dachneigung und an den Längs- und Querstößen überlappend verlegt und mit Dachpappennägeln oder Heftklammern auf der Dachschalung befestigt.
Schindelförmig formgestanzte Dachbahn-Streifen ergeben ein attraktiveres Erscheinungsbild als unstrukturierte Dachbahnen und können auch auf gewölbten Dächern eingesetzt werden. Als Preolitschindeln wurden sie in der DDR bezeichnet.

### Materialien
Dachpappe enthält gewöhnlich eine Einlage aus Glasfaser-, Polyester- oder Jutegewebe.
Teerdachpappe wurde bis in die frühen 1970er Jahre verwendet und in Steinkohlenteer getränkt. Steinkohlenteer gilt auf Grund seiner Inhaltsstoffe wie polyzyklische aromatische Kohlenwasserstoffe (z. B. Naphthalin, Anthracen oder Benzo(a)pyren) als krebserregend. Deshalb und wegen der ökologischen Belastung wird Steinkohlenteer seit Jahrzehnten nicht mehr in Dachpappen eingesetzt und ist verboten; Teerdachbahnen werden in Europa nicht mehr hergestellt.
Seit Anfang der 1970er Jahre wird stattdessen Bitumen bzw. Polymerbitumen verwendet und Dachbahnen sind völlig frei von Teer. Bei der Herstellung von Bitumen-Dachbahnen werden jedoch leichtere Kohlenwasserstoffe mit bis zu 20 Kohlenstoff-Atomen emittiert.
Um eine Durchwurzelung zu verhindern, werden Dachpappen zur Verwendung unter begrünten Dächern chemisch ausgerüstet. Dazu wird z. B. das Unkrautbekämpfungsmittel Mecoprop eingesetzt. Mecoprop wird in Grund- und Oberflächengewässern nachgewiesen und gilt dort als problematischer Stoff.

### Entsorgung

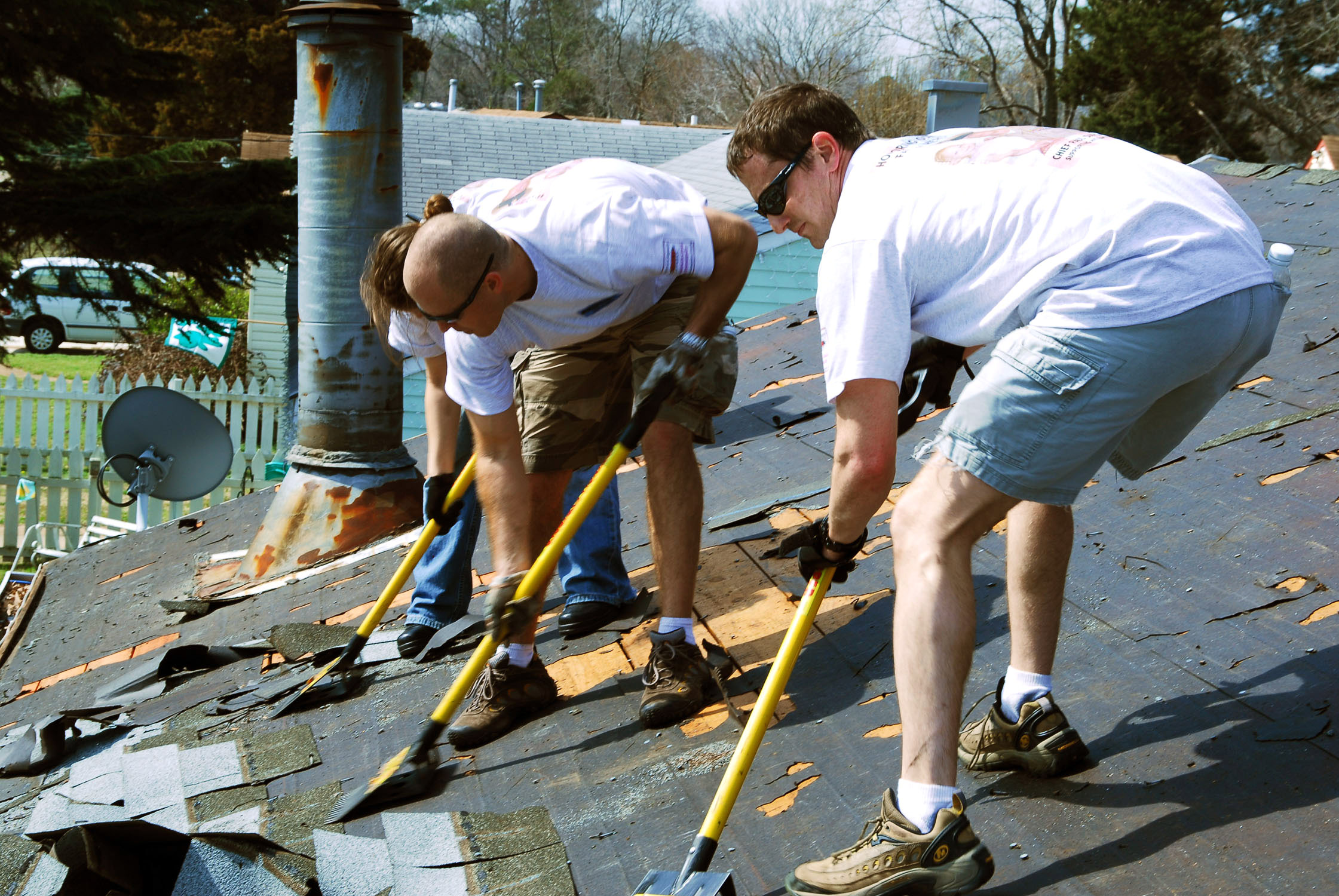
Entfernen von Dachpappe

Auch heute findet man noch weltweit Dächer alter Industriegebäude oder Lagerhallen, die mit teergetränkten Dachbahnen überzogen sind. Auf Grund der verschiedenen, teils giftigen Stoffe ist bitumenhaltige, aber vor allem teerhaltige Dachpappe ein Sonderabfall und erfordert eine fachgerechte Entsorgung.